# رز صحرایی

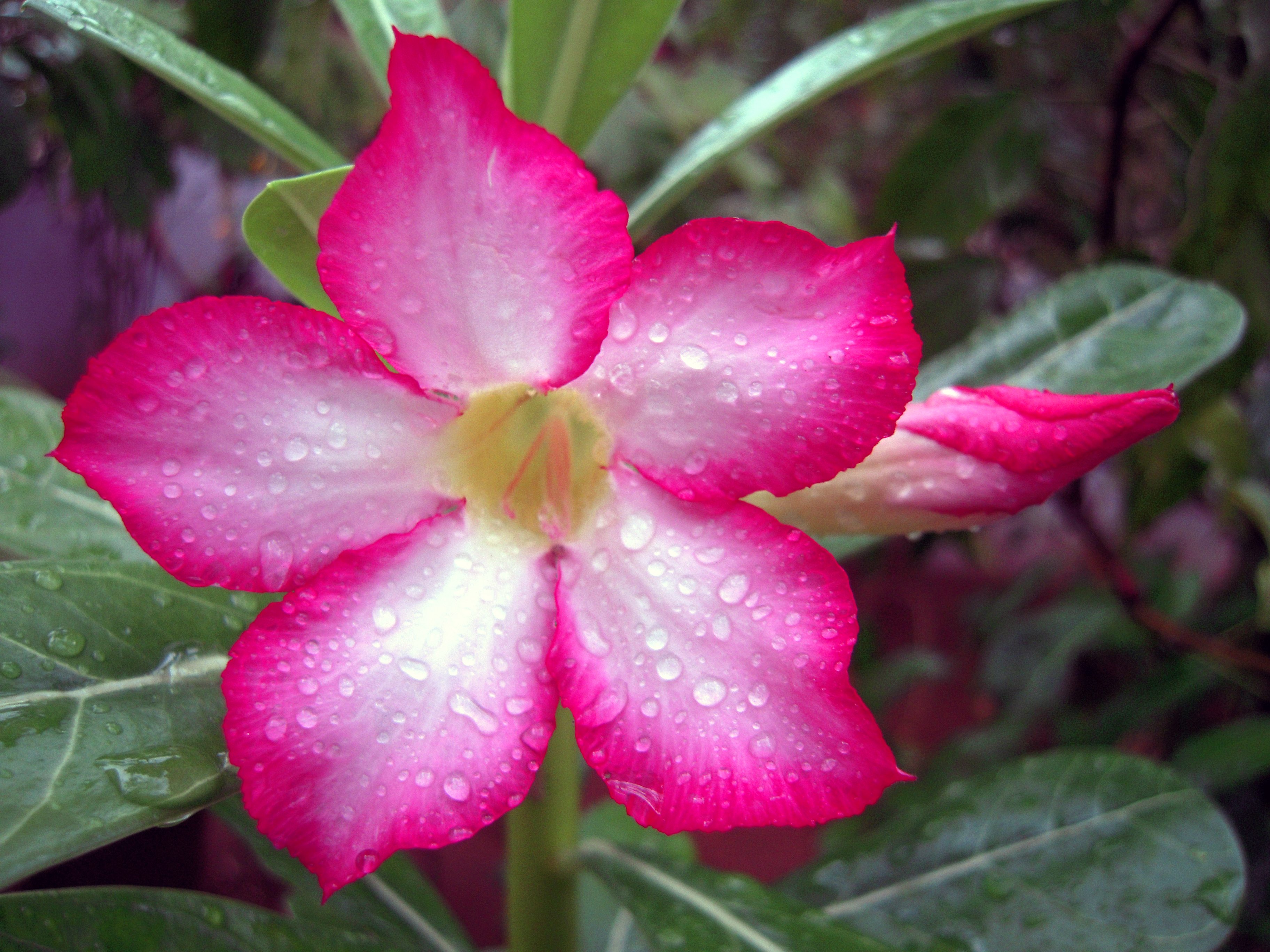
آدنیوم آبسوم گونه‌ای از گیاهان گلدار و خانوادهٔ شاهدانه هندی، خرزهره‌ایان است.

رز صحرایی گونه‌ای از گیاهان گلدار و خانوادهٔ شاهدانه هندی، خرزهره‌ایان است. این گیاه بومی مناطق ساحل جنوب صحرای بزرگ آفریقا (از موریتانی و سنگال تا سودان)، و مناطق گرمسیری و نیمه گرمسیری شرق و جنوب آفریقا و عربستان است. نام‌های معمول آن عبارتند از ستاره صابی، کودو، ایمپالا، زنبق یا رز صحرا. آدنیوم آبسوم یک گیاه خانگی محبوب است به ویژه در مناطق گرمسیر. این گیاه نیاز به محلی آفتابی و حداقل دمای داخلی اتاق ۱۰ سانتی گراد در زمستان دارد. شیره سمی آدنیوم آبسوم که از ریشه و ساقه آن به دست می‌آید به عنوان سمی برای تیرهای سمی هنگام مراسم شکار بزرگ در آفریقا استفاده می‌شود و همچنین به عنوان یک سم ماهی مورد استفاده قرار می گیرد.

## مشخصات علمی
نام این گیاه آدنیوم یا رز صحرایی با نام علمی ADENIUM OBESUM و نام انگلیسی DESERT ROSE میباشد.
این گیاه عضوی از گروه خانواده خرزهره به انگلیسی APOCYNACEAE و بومی مناطق عربستان و جنوب و شرق آفریقا میباشد.
از نام های رایج و دیگر این گیاه میتوان به Impala lily، Mock azalea، kudu، jabi star اشاره کرد.

## شرایط نگهداری
نور مورد نیاز: این گیاه باید در محیط های آفتابی نگهداری شود.
آب مورد نیاز: بهتر است که این گیاه را در فصل تابستان هر روز آبیاری کنید و خاک گیاه را مرطوب نگه دارید.
خاک مورد نیاز: خاک این گیاه باید ترکیبی از خاک شنی، ماسه ای، لومی با زهکشی مناسب باشد.
توجه داشته باشید که باید به این گیاه سالانه یک بار کود داد.
دما مورد نیاز: بهتر است که این گیاه را در دمای 10 الی 35 درجه سانتی گراد نگهداری کنید.

## زیر گونه‌ها
رز صحرایی (موریتانی و سنگال تا سودان)، رز صحرایی (آفریقای جنوبی، بوتسوانا)، رز صحرایی (سوکورتا)، رز صحرایی (آفریقای شرقی)، رز صحرایی (سوازیلند آفریقای جنوبی)